# Fronteira Cazaquistão–Turcomenistão
A fronteira entre o Cazaquistão e o Turcomenistão é a linha de 379 km de extensão, uma curva que contorna, sem tangenciar, a depressão alagada de Garabegazkol no Turcomenistão. Parte do do litoral leste do Mar Cáspio e vai para oeste até à tríplice fronteira Cazaquistão-Turcomenistão-Uzbequistão. Separa o extremo sudoeste do Cazaquistão (província de Mangghystau) do noroeste do Turcomenistão (estado de Balkan).
O Cazaquistão tem uma longa história de dominação pelo Império Russo desde o século XVII. Tentativas de libertação ocorreram em 1916 e 1917. Em 1920, o Cazaquistão passa a pertencer à URSS com o nome de Turquestão. É a última das repúblicas soviética e se separar da Rússia, em 1991. O Turcomenistão, similarmente, foi dominado pelos russos desde 1869. Resistiu do mesmo modo ao domínio pela União Soviética depois da Revolução de Outubro, mas foi incorporado na URSS até 1920. Sua independência veio em 1990. Essas histórias paralelas definiram a fronteira.